# Trofta naturreservat
Trofta är ett naturreservat i Ronneby kommun i Blekinge län.
Reservatet är skyddat sedan 2013 och omfattar 43 hektar. Det innefattar ädellövskog och strandängar vid Nässjöns nordvästra strand, samt en mindre del av sjön norr om ån.